# Yoshi Tatsu
Naofumi Yamamoto (山本 尚史?, Yamamoto Naofumi; Gifu, 1º agosto 1977) è un wrestler e pugile giapponese che lotta frequentemente per la DDT Pro-Wrestling.
È stato sotto contratto con la WWE dove si esibiva come Yoshi Tatsu dal 2007 al 2014.

## Carriera

### New Japan Pro Wrestling (2002–2007)
Yamamoto, prima di debuttare nel pro wrestling, si è allenato al New Japan Pro-Wrestling dojo.
Debutta nell'ottobre del 2002 utilizzando il suo vero nome anche come ring name, ma la sua prima apparizione importante risale al dicembre 2003 dove perde con Ryosuke Takaguchi. Ottenne poi un incontro per il più importante evento della federazione, Wrestling World, perdendo contro Hirooki Goto. Il 26 luglio 2004 sconfisse l'esordiente Yujiro Takahashi al Korakuen Hall, a Tokyo. Dopo un infortunio, ritornò a combattere nel gennaio del 2006 e combattendo fino al novembre 2007 senza però vincere alcun titolo.

### WWE (2007–2014)

#### Florida Championship Wrestling (2007–2009)
Nel febbraio 2008 lasciò la NJPW e firmò un contratto di sviluppo con la WWE, venendo mandato subito in FCW, federazione di sviluppo della WWE. Debutta all'evento At Florida State Fair il 15 febbraio con il ring name Mr Yamamoto, partecipando alla Battle Royal per decretare i due contendenti che avrebbero combattuto per l'FCW Florida Heavyweight Championship, ma non riesce a trionfare. Perde poi un match di coppia insieme a Chet Douglas contro Brad Allen e Dolph Ziggler. Inanella poi una serie di sconfitte, sia in match singoli contro Mike Kruel e Shawn Spears sia in coppia con Colt Cabana e con Michael Tarver. Rimane in FCW circa un anno e mezzo, successivamente la WWE lo reputa pronto al debutto nel main roster.

#### ECWe alleanza con Goldust (2009–2010)

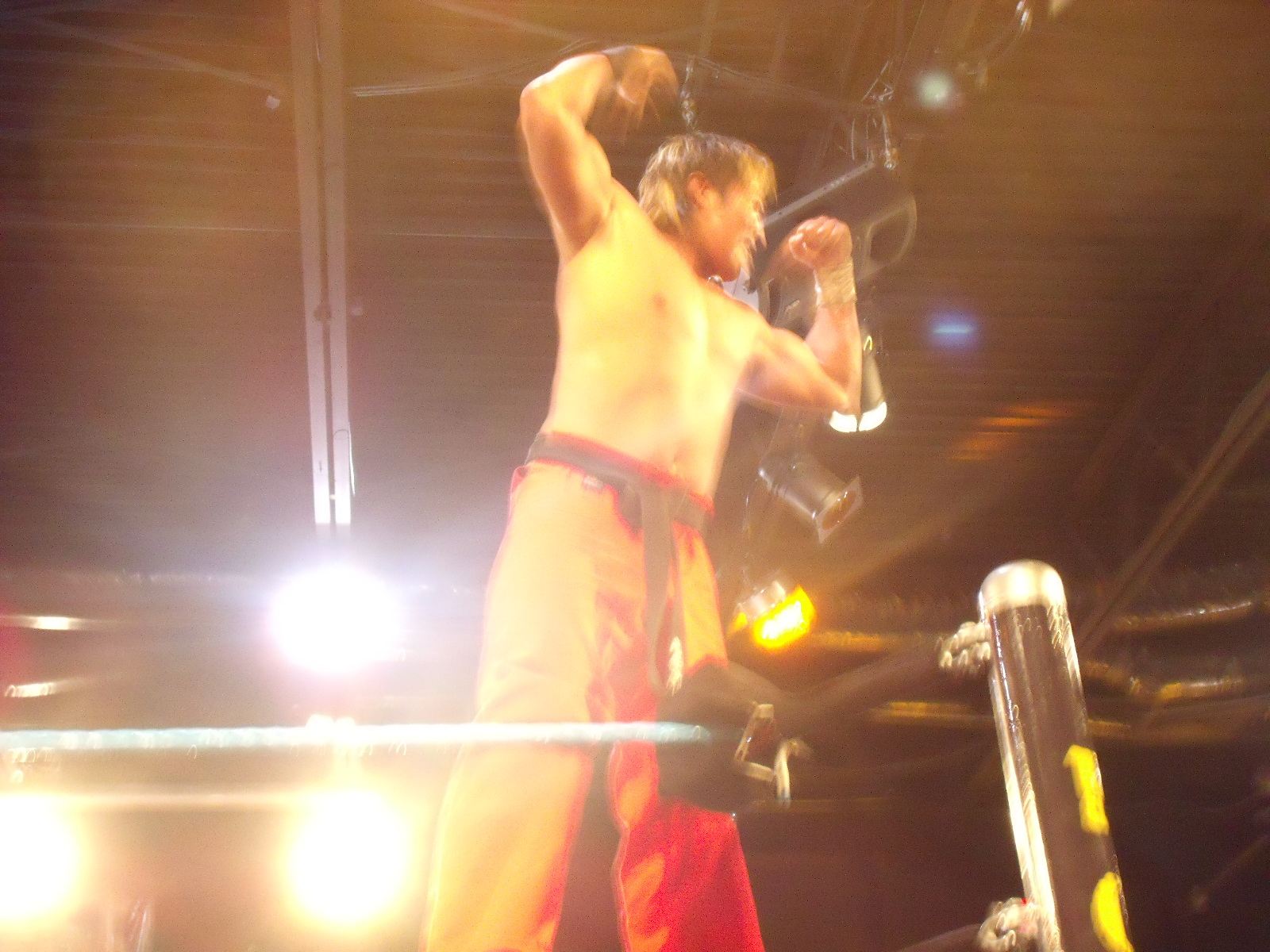
Tatsu in ECW

Il 30 giugno 2009 debutta in ECW come Yoshi Tatsu, presentandolo come face e venendo ben accolto dal pubblico, sconfiggendo Shelton Benjamin con un solo calcio. Non riesce però a bissare il successo la settimana dopo, venendo sconfitto dallo stesso Benjamin dopo un incontro molto combattuto. Inizia subito una rivalità con William Regal e Paul Burchill, che affronterà sia ad ECW che a Superstars. Inserito nella Battle Royal per lo status di primo sfidante all'ECW Championship, non riesce a vincere.
Battendo Zack Ryder il 21 ottobre diventa il #1 Contender per l'ECW Championship. Tuttavia, in un incontro combattutissimo, non riesce a battere il campione Christian e non trionfa neanche nell'ECW Homecoming Finale Battle Royal che viene vinta da Ezekiel Jackson. Inizia poi a fare coppia regolare con Goldust e nell'ultima puntata dello show ECW, Tatsu e Golust hanno la possibilità di conquistare i titoli di coppia contro Big Show e The Miz, ma non riescono a vincere il match.
Il debutto in Pay-per View avviene alla Royal Rumble del 2010; rimane sul ring pochi minuti, prima di essere eliminato da John Cena. Dopo la chiusura della ECW, Tatsu viene draftato a Raw.

#### Varie faide (2010–2012)

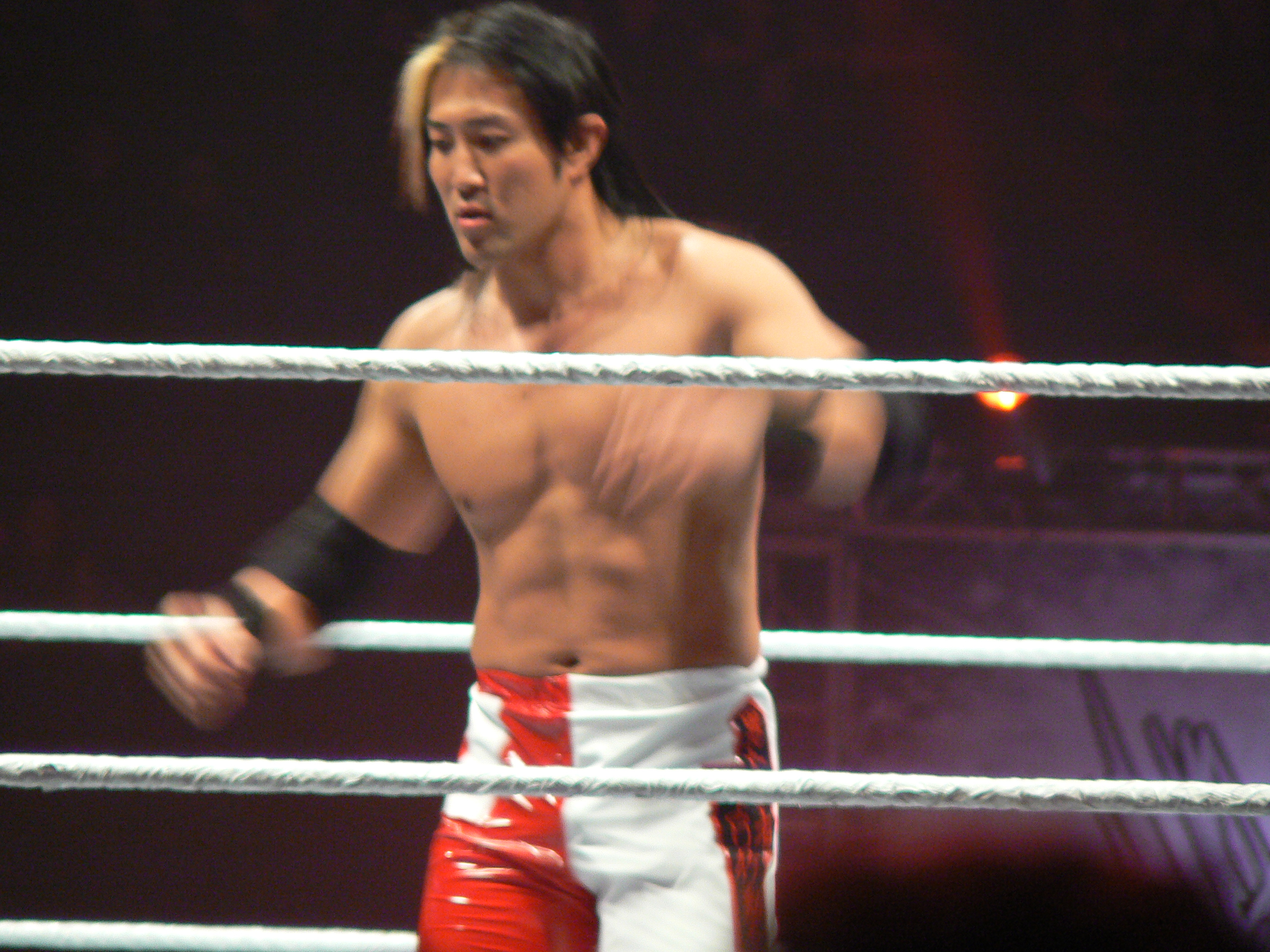
Tatsu durante un match

Debutta a Raw il 22 febbraio sconfiggendo la Legacy insieme ad Evan Bourne e Kofi Kingston. A WrestleMania XXVI, riesce a vincere la 26 man battle royal inter brand tenutasi prima dello show riuscendo a eliminare per ultimo Zack Ryder.
Nonostante questo successo, Tatsu non troverà molto spazio nello show principale e verrà relegato a Superstars, sebbene affronti anche avversari del calibro di Chris Jericho, senza però riuscire ad imporsi. Ricompare a Raw il 26 luglio, combattendo un match 7 vs 7 ad eliminazione contro il Nexus, ma il nipponico è il primo ad essere eliminato per mano di Michael Tarver.
Nella puntata di Raw del 29 novembre, Yoshi Tatsu in coppia con Mark Henry sconfigge Heath Slater & Justin Gabriel, i detentori del WWE Tag Team Championship. Tuttavia non riescono a conquistare i titoli in un Fatal 4-Way Tag Team Match contro Gli Usos, Santino Marella & Vladimir Kozlov e Heath Slater & Justin Gabriel.
Partecipa alla Royal Rumble 2011: entrato col numero 8, viene eliminato poco dopo da Mark Henry. Protagonista ad NXT come Pro di Byron Saxton nella quarta stagione di NXT, inizierà una storyline con Maryse, che vedrà il nipponico innamorato della francese. Avrà vari scontri con Lucky Cannon, anch'egli innamorato della bionda.

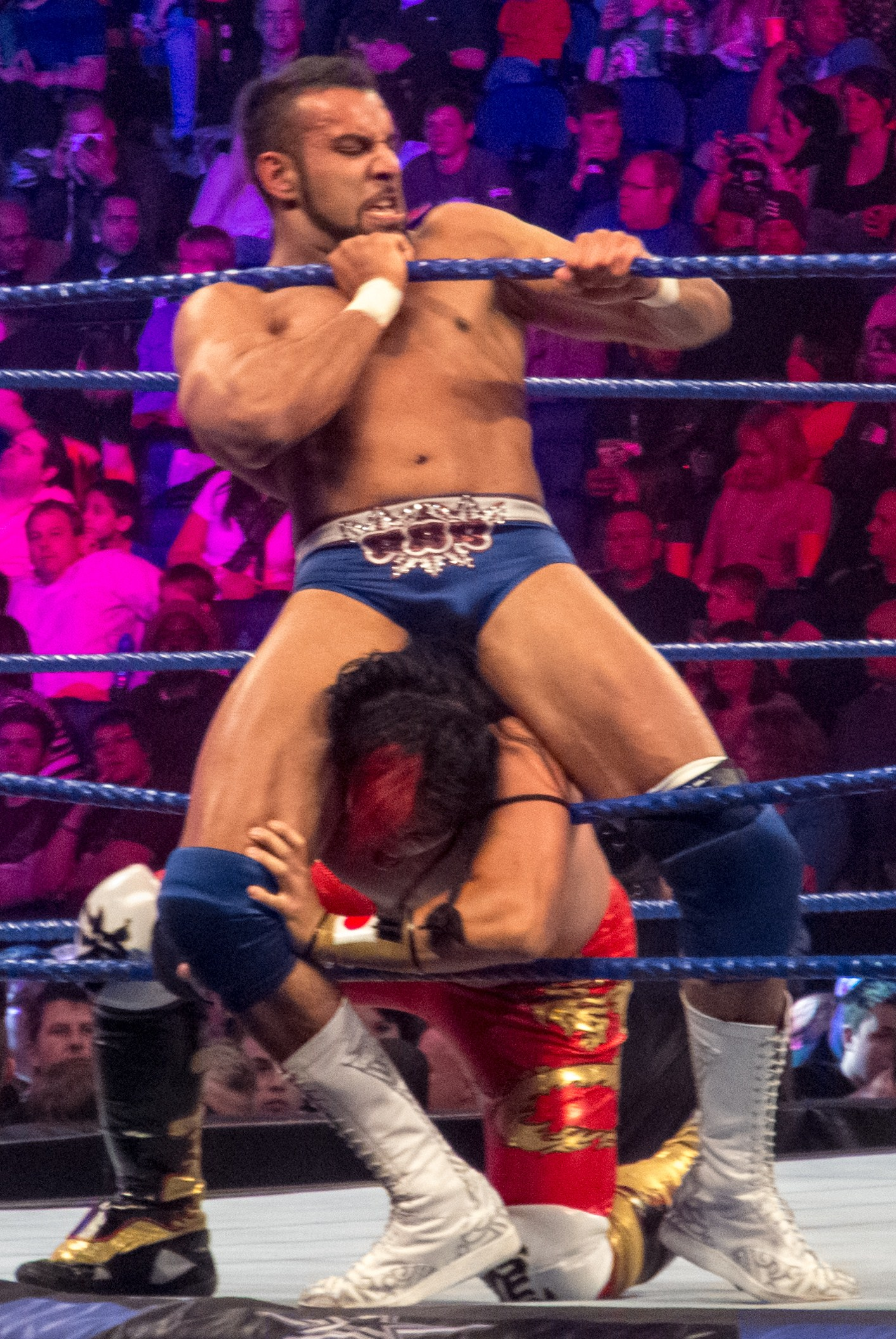
Tatsu durante un match contro Jinder Mahal

Yoshi Tatsu passa al roster di SmackDown! grazie al Supplemental Draft 2011. Nella puntata di NXT del 10 maggio, viene abbandonato dal suo rookie Byron Saxton che lo accusa di essere troppo distratto da Maryse, per la quale Yoshi si è innamorato (Kayfabe). La settimana dopo, sconfigge Saxton. Ad NXT, inizierà una rivalità con JTG e il suo rookie Darren Young, apparendo molto raramente a SmackDown. A Superstars, combatte invece varie volte contro Tyson Kidd, alternando vittorie e sconfitte, riuscendo però a batterlo in un Necklace in a Pole Match. Nella puntata di SmackDown del 19 agosto, Tatsu partecipa alla battle royal per decretare lo sfidante di Randy Orton a Night of Champions in un match valido per il World Heavyweight Championship ma viene eliminato da Mark Henry. Nella puntata di NXT del 6 settembre, con un nuovo look, sconfigge il suo rivale Tyson Kidd, dopo che i due avevano iniziato una storyline secondo la quale Kidd aveva distrutto le action figures di Yoshi. Sul finire del 2012, formerà una partnership con Trent Baretta ad NXT e inizieranno una breve rivalità contro Curt Hawkins e Tyler Reks, che verrà vinta dal duo Face.
Nel 2012, inizia battendo Tyson Kidd a NXT. Il 27 gennaio, combatte nel main roster di SmackDown facendo coppia con Santino Marella, perdendo contro i campioni di coppia Primo & Epico. A SmackDown, combatterà anche contro Mark Henry, venendo sconfitto in breve tempo. Tramite il suo account Twitter, Yoshi ha sfidato Lord Tensai, che non aveva ancora debuttato in WWE, ad un match. Il 9 aprile, a Raw, Tatsu viene sconfitto da Tensai.
Ad Over the Limit, partecipa ad una Battle Royal a 20 uomini, nella quale il vincitore avrebbe scelto un campione secondario da sfidare con la cintura in palio, ma viene eliminato da Drew McIntyre. La sua striscia negativa continua per tutto il 2012. Nella puntata di SmackDown prima di Hell in a Cell, viene sconfitto anche da The Miz.

#### Ultime faide (2012–2014)
Non riuscendo ad emergere, Tatsu viene rimandato ad NXT per fare maggiore esperienza, ma anche qui ottiene ben pochi successi. Forma un tag team con Percy Watson, ma perdono sia contro gli Ascensions, sia contro Erick Rowan e Luke Harper nel primo round del torneo per decretare i primi NXT Tag Team Champions.
A Wrestlemania XXX, partecipa alla prima André the Giant Memorial Battle Royal, venendo eliminato per primo da The Great Khali. Sarà una delle ultime apparizioni di Tatsu negli show WWE. Nel suo ultimo match, in un house show, sconfigge Sylvester Lefort.
Il 12 giugno 2014, Yamamoto viene svincolato dalla WWE.

### Circuito indipendente (2014)
Circa un mese dopo il suo svincolamento, Yamamoto lotta a BELIEVE 79, conquistando il suo primo titolo in carriera, il SCW Florida Heavyweight Championship, sconfiggendo Aaron Epic. Il 20 settembre 2014, fa il suo debutto anche per la Chikara, perdendo contro Ashley Remington per squalifica, a seguito dell'interferenza di Juan Francisco de Coronado nell'incontro.

### Ritorno in New Japan Pro-Wrestling (2014–2017)
Il 13 ottobre 2014, a King of Pro-Wrestling, Yamamoto, annunciato come "Yoshitatsu", fa il suo ritorno nella New Japan Pro-Wrestling, interferendo nel match tra Hiroshi Tanahashi e AJ Styles, aiutando il suo connazionale a vincere l'IWGP Heavyweight Championship. L'8 novembre, affronta Styles a Power Struggle, perdendo anche a causa dell'interferenza di Jeff Jarrett.
Forma poi un Tag Team con Hiroshi Tanahashi, con il nome "The World". I due si sono iscritti alla World Tag League 2014 ma nel match di apertura del 22 novembre, Tatsu si infortuna abbastanza gravemente al collo ed è costretto a rinunciare.

### All Pro Wrestling (2017–2023)
Durante la sua run in AJPW vince una volta i Tag Team Championships con Kento Miyahara, un GAORA TV Championship di cui è il campione con più giorni di regno (587), due AJPW TV Six Man Tag Team Championship con Seigo Tachibana, Carbell Ito e Takayuki Ueki. Inoltre ha vinto gli All Asia Tag Team Championships 2 volte con TAJIRI e Atsushi Onita. Lascia la AJPW il 31 dicembre 2023.

### DDT Pro Wrestling (2023-)
Il 20 agosto 2023 debutta in DDT.

## Personaggio

### Mosse finali
- Come Yoshi Tatsu
  - Land of Rising Knee (Hip toss dropped into a knee lift)
  - Roundhouse kick
  - Top-rope diving spinning heel kick

- Come Naofumi Yamamoto
  - Satsujin Backdrop (High-angle belly-to-back suplex)

#### Soprannomi
- "The Cardiac Kid"
- "The Rising Sun"
- "World Famous"

#### Musiche d'ingresso
- J-Pop Drop di Tom Haines e Christopher Branch (WWE)
- World Famous  (NJPW)

## Titoli e riconoscimenti
- All Japan Pro Wrestling
  - AJPW TV Six-Man Tag Team Championship (2) – con Carbell Ito e Seigo Tachibana (1) e Seigo Tachibana e Takayuki Ueki (1)
  - All Asia Tag Team Championship (2) – con Atsushi Onita (1) e Tajiri (1)
  - Gaora TV Championship (1)
  - World Tag Team Championship (1) – con Kento Miyahara

- New Japan Pro-Wrestling
  - NEVER Openweight 6-Man Tag Team Championship (1) – con Hiroshi Tanahashi e Michael Elgin

- I Believe in Wrestling
  - SCW Florida Heavyweight Championship (1)

- Pro Wrestling Illustrated
  - 78º tra i 500 migliori wrestler singoli nella PWI 500 (2010)

- Pro Wrestling Riot
  - PWR Championship (1)

- Uce Wrestling
  - Corona Premier Intercontinental Championship (1)